# Numerieke stromingsleer
Numerieke stromingsleer (Engels: Computational Fluid Dynamics of CFD) is de studie van de stroming van een fluïdum (gas of vloeistof) via het numeriek oplossen van de stromingsvergelijkingen.

## Methode
Computers worden gebruikt om de iteratieve berekeningen uit te voeren die nodig zijn om de interacties te simuleren van vloeistoffen en gassen onderling en met oppervlakken. Afhankelijk van de gekozen benaderingen kunnen de op te lossen vergelijkingen bijvoorbeeld de stromingsvergelijkingen van Euler zijn, die alleen voor onsamendrukbare fluïda gelden, of de Navier-Stokes-vergelijkingen zijn. Deze keuze is afhankelijk van het compromis dat de gebruiker wenst te maken tussen de gedetailleerdheid in de fysische modellering en de beschikbare rekenkracht. Het geometrische domein wordt daarvoor opgedeeld in cellen, die samen een mesh vormen.
Zelfs met de huidige supercomputers kunnen in de meeste gevallen enkel benaderende oplossingen bereikt worden. Het doel van veel onderzoek is de nauwkeurigheid en snelheid van complexe computersimulaties van turbulente stromingen te verbeteren. Laminaire stroming is een veel gemakkelijker probleem, waarvoor vaak analytische oplossingen mogelijk zijn.

## Toepassingen
Numerieke stromingsleer is uitgegroeid van een wiskundige curiositeit tot een essentieel instrument dat nu in vrijwel alle takken van de stromingsleer toegepast wordt. De computersimulatie geeft op een willekeurig tijdstip de waarden van relevante grootheden als snelheid, druk en concentratie voor elk punt van de computationele domein, tegen veel geringere kosten dan door het uitvoeren van de overeenkomstige experimenten. Toepassingen zijn bijvoorbeeld:
- Ventilatie en rookevacuatie van gebouwen[1]
- Metallurgische en chemische processen[2]
- Belasting van schepen, bruggen, en tanks door het vrije vloeistofoppervlak[3]
- Windturbines en turbomachines[4]